# Talavera (Nueva Ecija)
Talavera è una municipalità di prima classe delle Filippine, situata nella Provincia di Nueva Ecija, nella regione di Luzon Centrale.
Talavera è formata da 53 baranggay:
- Andal Alino (Pob.)
- Bagong Sikat
- Bagong Silang
- Bakal I
- Bakal II
- Bakal III
- Baluga
- Bantug
- Bantug Hacienda
- Bantug Hamog (Basang Hamog)
- Bugtong na Buli
- Bulac
- Burnay
- Caaniplahan
- Cabubulaonan
- Calipahan
- Campos
- Caputican

- Casulucan Este
- Collado
- Dimasalang Norte
- Dimasalang Sur
- Dinarayat
- Esguerra District (Pob.)
- Gulod
- Homestead I
- Homestead II
- Kinalanguyan
- La Torre
- Lomboy
- Mabuhay
- Maestrang Kikay (Pob.)
- Mamandil
- Marcos District (Pob.)
- Matingkis
- Minabuyoc

- Pag-asa (Pob.)
- Paludpod
- Pantoc Bulac
- Pinagpanaan
- Poblacion Sur
- Pula
- Pulong San Miguel (Pob.)
- Purok Matias (Pob.)
- Sampaloc
- San Miguel na Munti
- San Pascual
- San Ricardo
- Sibul
- Sicsican Matanda
- Tabacao
- Tagaytay
- Valle